# 喬瑟夫·安德魯·康拉斯
喬瑟夫·安德魯·康拉斯（英語：Joseph Andrew Konrath，1970年3月29日—）是美國當代推理小說作家。康拉斯1992年畢業於芝加哥哥伦比亚学院（Columbia College Chicago），畢業後曾從事編寫電視節目，同期撰寫了九本推理小說，但沒有一間出版社願意出版，直至2003年，康拉斯書寫第十本書，即婕克·丹尼爾斯系列的第一本，康拉斯才獲得出版社青睞，推出《威士忌沙瓦》，其後陸陸續續推出婕克·丹尼爾斯系列的其他作品。由於康拉斯曾在酒廠工作，因此他的作品大部分都跟酒有關。